# Thai chết lưu
Thai chết lưu thường được định nghĩa là thai chết lưu trong hoặc sau 20 đến 28 tuần của thai kỳ (tùy thuộc vào nguồn gốc). Kết quả là một đứa trẻ được sinh ra không có dấu hiệu của sự sống. Một thai chết lưu có thể dẫn đến cảm giác tội lỗi hoặc đau buồn ở người mẹ. Thuật ngữ này trái ngược với sẩy thai, đó là mất thai sớm và thai sinh ra còn sống, với em bé được sinh ra còn sống, dù cho em bé có thể chết ngay sau đó.
Thường không rõ nguyên nhân thai chết lưu. Nguyên nhân có thể bao gồm các biến chứng thai kỳ như tiền sản giật và biến chứng khi sinh, các vấn đề với nhau thai hoặc dây rốn, dị tật bẩm sinh, nhiễm trùng như sốt rét và giang mai và sức khỏe của người mẹ kém. Các yếu tố rủi ro bao gồm tuổi của người mẹ trên 35 tuổi, hút thuốc lá, sử dụng ma túy, sử dụng công nghệ hỗ trợ sinh sản và mang thai lần đầu. Thai chết lưu có thể bị nghi ngờ khi không có chuyển động của thai nhi. Việc xác nhận thai chết lưu thông qua siêu âm.
Có thể ngăn ngừa hầu hết các trường hợp thai chết lưu trên toàn thế giới với các hệ thống y tế được cải thiện. Khoảng một nửa số thai chết lưu xảy ra trong khi sinh, với điều này là phổ biến hơn ở các nước đang phát triển so với các nước phát triển. Mặt khác, tùy thuộc vào thời gian của thai kỳ, thuốc có thể được sử dụng để bắt đầu chuyển dạ hoặc một loại phẫu thuật thai nhi được gọi là giãn nở và sơ tán có thể được thực hiện. Sau khi thai chết, phụ nữ có nguy cơ cao có thai chết lưu khác; tuy nhiên, hầu hết các lần mang thai tiếp theo không có vấn đề tương tự. Trầm cảm, tổn thất tài chính và tan vỡ gia đình là những vấn đề được biết tới.
Trên toàn thế giới năm 2015 có khoảng 2,6 triệu thai chết lưu xảy ra sau 28 tuần mang thai (khoảng 1 cho mỗi 45 ca sinh). Chúng xảy ra phổ biến nhất ở các nước đang phát triển, đặc biệt là Nam Á và châu Phi cận Sahara. Ở Hoa Kỳ, cứ mỗi 167 ca sinh nở thì có một ca thai chết lưu.